# Kreishauptmannschaft Leipzig
| Basisdaten              | Basisdaten           |
| ----------------------- | -------------------- |
| Verwaltungssitz         | Leipzig              |
| Fläche                  | 3.562 km² (1939)     |
| Einwohner               | 1.379.165 (1939)     |
| Bevölkerungsdichte      | 387 Einw./km² (1939) |
| Königreich Sachsen 1895 |                      |
|                         |                      |

Die Kreishauptmannschaft Leipzig war ein Verwaltungsbezirk im Königreich Sachsen und im späteren Freistaat Sachsen. Die sächsischen Kreishauptmannschaften waren hinsichtlich ihrer Funktion und Größe vergleichbar mit einem Regierungsbezirk.

## Vorgeschichte
Bereits im Kurfürstentum Sachsen bestand ein Leipziger Kreis, der als Vorläufer der späteren Kreishauptmannschaft Leipzig angesehen werden kann. Im Rahmen der administrativen Neugliederung des Königreichs Sachsens wurden 1835 die vier Kreisdirektionen Dresden, Bautzen, Zwickau und Leipzig eingerichtet. Die Kreisdirektion Leipzig war seit 1838 in vier Amtshauptmannschaften untergliedert:
- Amtshauptmannschaft I (Leipzig) mit den Amtsbezirken Leipzig, Pegau und Borna
- Amtshauptmannschaft II (Rochlitz) mit den Amtsbezirken Rochlitz und Colditz
- Amtshauptmannschaft III (Grimma) mit den Amtsbezirken Grimma, Mutzschen, Wurzen und Oschatz
- Amtshauptmannschaft IV (Döbeln) mit den Amtsbezirken Nossen, Mügeln und Leisnig

## Innere Gliederung
Am 1. Dezember 1910 bestand die Kreishauptmannschaften aus folgenden Verwaltungseinheiten:
| Verwaltungseinheit           | Kommunen | Fläche (in km²) | Einwohner   | zur Gemeindeauflistung                                       |
| ---------------------------- | -------- | --------------- | ----------- | ------------------------------------------------------------ |
| Stadt Leipzig                | 001      | 078,62          | 589.850     | keine                                                        |
| Amtshauptmannschaft Borna    | 164      | 548,76          | 082.152     | siehe: Gemeindeverzeichnis Amtshauptmannschaft Borna 1910    |
| Amtshauptmannschaft Döbeln   | 196      | 583,94          | 121.994     | siehe: Gemeindeverzeichnis Amtshauptmannschaft Döbeln 1910   |
| Amtshauptmannschaft Grimma   | 184      | 846,53          | 110.337     | siehe: Gemeindeverzeichnis Amtshauptmannschaft Grimma 1910   |
| Amtshauptmannschaft Leipzig  | 106      | 420,03          | 149.623     | siehe: Gemeindeverzeichnis Amtshauptmannschaft Leipzig 1910  |
| Amtshauptmannschaft Oschatz  | 141      | 572,71          | 058.103     | siehe: Gemeindeverzeichnis Amtshauptmannschaft Oschatz 1910  |
| Amtshauptmannschaft Rochlitz | 143      | 516,76          | 122.564     | siehe: Gemeindeverzeichnis Amtshauptmannschaft Rochlitz 1910 |
| KREISHAUPTMANNSCHAFT         | 935      | 3.567,350.      | 1.234.6230. |                                                              |

| Platz                 | Kommune               | Amtshauptmannschaft   | Einwohner | Platz | selbständiger Gutsbezirk                                | Amtshauptmannschaft | Einwohner |
| --------------------- | --------------------- | --------------------- | --------- | ----- | ------------------------------------------------------- | ------------------- | --------- |
| 0–                    | Leipzig               | 0–                    | 589.850   | 01    | Landesanstalt Hubertusburg                              | Oschatz             | 2.009     |
| 01                    | Döbeln                | Döbeln                | 019.627   | 02    | Kaserne Möckern                                         | Leipzig             | 1.792     |
| 02                    | Wurzen                | Grimma                | 018.582   | 03    | Gutsbezirk Landesheil- und Pflegeanstalt Hochweitzschen | Döbeln              | 1.136     |
| 03                    | Mittweida             | Rochlitz              | 017.800   | 04    | Rittergut Breitenfeld bei Leipzig                       | Leipzig             | 0.202     |
| 04                    | Schönefeld            | Leipzig               | 014.879   | 05    | Rittergut Lützschena                                    | Leipzig             | 0.194     |
| 05                    | Waldheim              | Döbeln                | 012.352   | 06    | Rittergut Gersdorf bei Roßwein                          | Döbeln              | 0.173     |
| 06                    | Leutzsch              | Leipzig               | 012.327   | 07    | Rittergut Thallwitz                                     | Grimma              | 0.161     |
| 07                    | Grimma                | Grimma                | 011.440   | 08    | Rittergut Köschitz                                      | Oschatz             | 0.113     |
| 08                    | Oschatz               | Oschatz               | 010.880   | 09    | Rittergut Rötha                                         | Borna               | 0.106     |
| 09                    | Roßwein               | Döbeln                | 009.211   | 10    | Rittergut Wellerswalde                                  | Oschatz             | 0.104     |
| 09                    | Mockau                | Leipzig               | 009.211   |       |                                                         |                     |           |
| 11                    | Borna                 | Borna                 | 009.201   |       |                                                         |                     |           |
| 12                    | Markranstädt          | Leipzig               | 008.220   |       |                                                         |                     |           |
| 13                    | Burgstädt             | Rochlitz              | 008.175   |       |                                                         |                     |           |
| 14                    | Leisnig               | Döbeln                | 008.001   |       |                                                         |                     |           |
| 15                    | Hainichen             | Döbeln                | 007.862   |       |                                                         |                     |           |
| Summe (ohne Leipzig): | Summe (ohne Leipzig): | Summe (ohne Leipzig): | 177.768   |       |                                                         |                     |           |

## Verwaltungsreform 1874

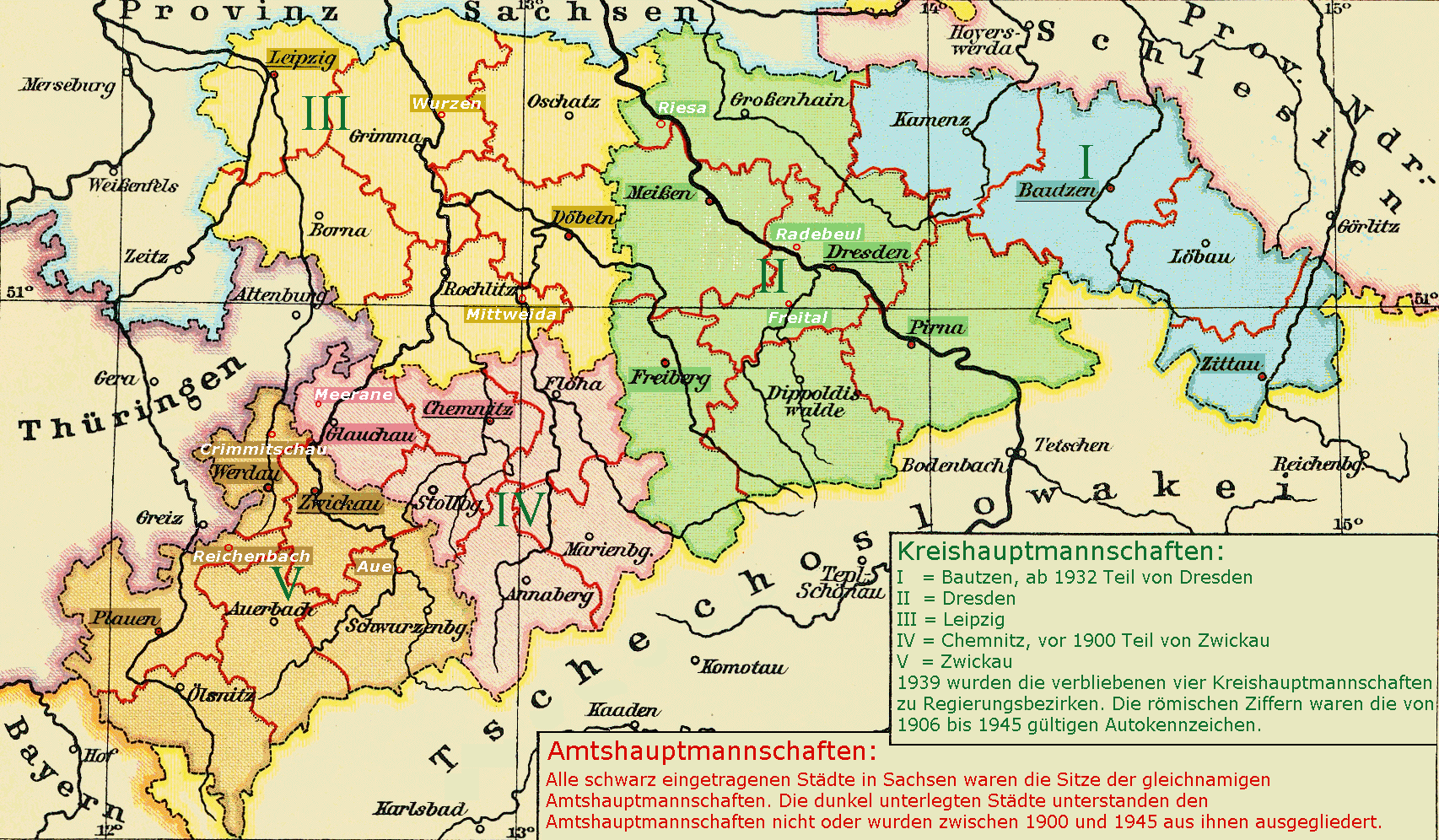
Karte der Kreis- und Amtshauptmannschaften 1900 bis 1932

1874 wurden die Kreisdirektionen und die alten Amtshauptmannschaften als Teil der inneren Verwaltung aufgelöst. An Stelle der Kreisdirektion Leipzig trat die Kreishauptmannschaft Leipzig. Ihr nachgeordnet waren die neu gebildeten Amtshauptmannschaften (ab 1939 Landkreise)
- Amtshauptmannschaft Borna
- Amtshauptmannschaft Döbeln
- Amtshauptmannschaft Grimma
- Amtshauptmannschaft Leipzig
- Amtshauptmannschaft Oschatz
- Amtshauptmannschaft Rochlitz

sowie die bezirksfreie Stadt Leipzig.
Döbeln, Mittweida und Wurzen wurden 1924 als bezirksfreie Städte aus ihren Amtshauptmannschaften ausgegliedert.

## Kreishauptmann
- bis 1875: Ludwig von Burgsdorff (1812–1875)
- Januar–Oktober 1876: Léonce von Könneritz (1835–1890)
- 1876–1887: Otto Georg zu Münster-Langelage (1825–1893)
- 1887–1906: Georg Otto von Ehrenstein (1835–1907)
- 1906–1910: Johann Georg von Welck (1839–1912)
- 1910–1919: Curt Ludwig Franz von Burgsdorff (1849–1922)
- 1919–1924: Heinrich Lange (1861–1939)
- 1924–1925: Edwin Rudolph Lempe (ernannt, aber Amt nicht angetreten; * 1879)[3]
- 1925–1933: Richard Marcus (1883–1933)
- März–September 1933: Kurt von Burgsdorff (NSDAP) I. Amtszeit (1886–1962)
- 1933–1937: Walter Dönicke (NSDAP) (1899–1945)
- 1937–1938: Curt Ludwig Ehrenreich von Burgsdorff (NSDAP) II.Amtszeit (1886–1962)[4]

## Regierungsbezirk
1939 wurde die Kreishauptmannschaft in Regierungsbezirk Leipzig umbenannt. Zum 1. Juli 1943 stellte der Regierungsbezirk seine Tätigkeit auf Kriegsdauer ein, bestand jedoch formell weiter.
- 1939–1943 Erich Teichmann (* 1882), Regierungspräsident

## Bezirk Leipzig
Nach der Auflösung der Länder in der Deutschen Demokratischen Republik wurde der Bezirk Leipzig als einer von insgesamt 14 Bezirken eingerichtet.
Nach 1990 wurde der Bezirk Leipzig erneut zum Regierungsbezirk Leipzig. Räumlich deckte sich der Regierungsbezirk Leipzig mit dem Bezirk Leipzig bis auf die Kreise Altenburg und Schmölln, die seitdem zu Thüringen gehören und 1994 zum Landkreis Altenburger Land vereinigt worden sind.

## Einwohnerentwicklung
| Jahr      | 1837    | 1849    | 1871    | 1900      | 1939      |
| --------- | ------- | ------- | ------- | --------- | --------- |
| Einwohner | 367.753 | 428.532 | 589.377 | 1.060.632 | 1.379.165 |